# Monty (chanteur)
Pour les articles homonymes, voir Monty.
 (novembre 2017).
Jacques Monty, ou Monty, nom de scène de Jacques Bulostin, né le 18 février 1943 à Chezal-Benoît (Cher), est un auteur-compositeur-interprète et producteur de musique français.

## Biographie
Adolescent, Jacques Bulostin songe d'abord à devenir footballeur. Il reçoit d'ailleurs la médaille de meilleur buteur des tournois inter-lycéens des mains de Maurice Herzog. Mais c'est son amour pour la musique qui, plus fort, décide de sa carrière.
Il joue du piano depuis son plus jeune âge et c'est au Conservatoire qu'il poursuit sa formation. Plus tard, après avoir obtenu son baccalauréat, alors qu'il suit les cours de peinture à la célèbre Académie de la Grande Chaumière à Paris, mais féru de rock et de pop, il se présente à l'examen de la Sacem et le réussit.

### Début de carrière; les années 1960
Malgré les réticences de ses parents qui souhaitent voir leur fils exercer un métier plus stable que celui de « chanteur yéyé », il contacte en 1963 la compagnie phonographique d'Eddie Barclay. Contrat signé, Jacques Bulostin devient chanteur sous le nom de « Monty », son premier disque sort dès la fin de cette année-là, en pleine génération Salut les copains. Fin 1966, il devient sur Europe 1, à la demande de Lucien Morisse et durant six mois, animateur de la version radio de Salut les copains en remplacement de Daniel Filipacchi souffrant.
Son second disque, en 1964, avec Même si je suis fou, le propulse dans les hits parades. Monty fait alors ses débuts sur scène au Théâtre de la Porte-Saint-Martin à Paris avant de participer à un Musicorama à l’Olympia. Ses prestations dynamiques et enthousiastes attirent un public nombreux et lui valent de partir en tournée avec Claude François. Il atteint les sommets des hits avec les titres Un verre de whisky et Ce n'est pas vrai.
Dès lors, il aligne les succès comme Bientôt les vacances, La Devise des copains, J’ai traversé l’enfer, Pour la vie, et des tubes incontournables : Rêves d’enfant, Attends-moi.
Il figure sur la « photo du siècle » regroupant 46 vedettes françaises du yéyé en avril 1966, prise par Jean-Marie Périer.
Monty écrit et compose non seulement pour lui mais pour d’autres interprètes, notamment pour Éric Charden (Le monde est gris, le monde est bleu), France Gall (Mon p'tit soldat), Sheila (Petite fille de Français moyen), Dalida (Mama), Jeane Manson (Fais-moi danser), Erick Saint-Laurent (le Temps d'y Penser) et également pour Sylvie Vartan, Frank Alamo, Eddy Mitchell, Petula Clark...
Oscillant entre rhythm and blues et pop, Monty s'impose comme chanteur populaire, et durant l'été 1967 il effectue une tournée triomphale à travers la France sur le podium d'Europe 1.
Cette même année, Monty écrit avec Éric Charden, paroles et musique de la chanson Mais quand le matin,. Charden propose la chanson à Claude François qui l’interprète à la télévision dans l'émission Tilt Magazine de juin 1967, sans changer ni une note ni un mot. Pour l'enregistrement sur disque, seules les paroles du troisième couplet ont été remaniées par Gilles Thibaut, peut-être avec l'aide de Claude François. Éric Charden ayant dissimulé la participation de Monty, celui-ci n'a pas été crédité sur cette chanson. C'est la raison pour laquelle son nom n'apparaît pas sur les disques et Monty mit fin définitivement à deux ans de collaboration avec Charden.

### Les années 1970
Monty enchaîne d'autres succès personnels comme La Fête au village, Brasilia, etc. Mais, en 1973, anéanti par la disparition brutale de son père qui gérait son activité professionnelle, et n'ayant plus l'énergie suffisante pour monter sur scène, il met un frein à sa carrière d'interprète et devient producteur de musique.
Dans le même temps, il compose pour Michel Drach la bande originale du film Les Violons du bal qui représente la France au Festival de Cannes 1974.
En 1975, il sort le 45 t Dieu que tu l'aimes accompagné d'un chœur des Enfants de Dieu. À cette date, personne ni Monty ne soupçonne que les Enfants de Dieu sont issus d'une secte. Ils sont juste présentés sur les plateaux de télévision et les radios comme un groupe musical hippie bien dans l'air du temps.
Fan de l'équipe de foot de Saint-Étienne depuis longtemps, Monty écrit, produit et interprète dans l'urgence Allez les Verts ! pour la finale de la Coupe des clubs champions européens 1976. C'est un super carton et Allez Les Verts ! reste depuis et toujours l'hymne de l'ASSE.

### Les années 1980
Après avoir composé la musique du film Le Passé simple sorti en 1977, il part aux États-Unis au début des années 1980. En pleine période funk disco, il produit notamment Serge Ponsar dont l'album Back to the Light et son tube Out in the Night deviennent cultes.
Aux côtés des frères Ertegün chez Warner Music Group, Monty travaille notamment avec Stevie Wonder, La Toya Jackson et Quincy Jones.
En tant qu'auteur-compositeur-interprète et producteur, Monty a vendu plus de quarante millions de disques.

### Retour en France
Quelque temps après son retour définitif en France, Monty se laisse convaincre de participer à la tournée Génération Âge tendre de la saison 2013-2014 et retrouve spontanément les plaisirs de la scène tant le public lui réserve un chaleureux accueil.
Le 20 avril 2013, il est convié à chanter Allez Les Verts au Stade de France pour la grande fête de la Coupe de la Ligue qui est remportée par l'ASSE.

### Publication
En 2017, il publie son autobiographie Ma vie en vert, du showbiz au chaudron, coécrite avec Michel Bourdais, Éditions and Co  (ISBN 978-2-916493-51-0).

## Discographie

### 45 tours
- 1963 :
  - EP Barclay 70588 : Il a des remords / Plus rien à faire /Je me souviens de toi / Dansons le surf
  - SP Barclay 60 426 : "Il a des remords / Je me souviens de toi"
- 1964 :
  - EP Barclay 70612 : Même si je suis fou / Ça m'est égal / A bientôt / Il est trop tard
  - EP Barclay 70649 : Un verre de whisky / Le nouveau départ / Ce n'est pas vrai / Si tu crois
  - EP Barclay 70691 : Tchick tchang / Rien / Que me reste t-il / Oh oui
  - SP Barclay 60 510 : "Tchik tchang / Que reste-t-il ?"
- 1965 :
  - EP Barclay 70753 : Oui ou non / Si tu me dis / On ne peut rien faire / Tellement jolies
  - EP Barclay 70825 : Bientôt les vacances / La devise des copains / On a changé ma ville / Une fois
  - SP Barclay 60 578 : "Une fois / Oh ! quel beau jour"
  - SP Barclay 60 579 : "Bientôt les vacances / L'amour s'en va"
  - SP Barclay 60 580 : "La devise des copains / On a changé ma ville"
  - EP Barclay 70863 : Ton père ta mère et ta sœur / C'est pas sûr / On ne meurt qu'une fois / Mais là bas
- 1966 :
  - EP Barclay 70947 : Ton jour de chance / Mon porte bonheur / J'ai traversé l'enfer / Alors dis nous pourquoi
  - SP Barclay 60 673 : "J'ai traversé l'enfer / Alors dis-nous pourquoi"
  - SP  Barclay 60 674 : "Ton jour de chance / Mon porte-bonheur"
  - EP Barclay 71027 : L'île de beauté / Ça te fait rire / Le rythm and blues / Le soleil dans les yeux
  - EP Barclay 71076 : L'automate / Le collège / Amoureux / La neige
  - SP Barclay 60 759 : "L'automate / Amoureux"
- 1967 :
  - EP Barclay 71145 : Rêves d'enfant / Le fantôme / Le harem / Histoire d'amour
  - EP Barclay 71197 : Le cœur d'une fille / La vie que j'aime / Si j'étais une chanson / Le tableau inachevé
  - SP Barclay 60 863 : "La vie que j'aime / Le coeur d'une fille"
- 1968 :
  - EP Barclay 71243 : Pour la vie / Bim bam bam / Le magicien / Les petites filles de 1968
  - SP Barclay 60 894: "Pour la vie / Le magicien"
  - EP Barclay 71287 : Attends-moi / Tu m'aideras / Facile à dire
  - SP Barclay 60 946 : "Attends-moi / facile à dire"
  - EP Barclay 71295 : Qui après toi / Pas de problème / Quand on revoit sa mère / Je n'ai rien à t'offrir
  - SP Barclay 60 978 : "Qui après moi / Quand on revoit sa mère"
- 1969 :
  - EP Barclay 71335 : Paraguéna / Pour cacher notre amour / Le tableau de l'école / Les dimanches
  - EP Barclay 71364 : C'est mon destin / Katia sonia / Nous aurons tout l'été
  - EP Barclay 71393 : Vivre d'amour / Il y a / Heureux sur terre / L'incorruptible
  - SP Barclay 61 174 : "Heureux sur terre / Vivre d'amour"
- 1970 :
  - EP Barclay 71428 : Fleurs et bonbons / Que revienne lisa / Un américain en russie / Le pacifique
  - SP Barclay 61 264 : "Fleurs de bonbons / Le Pacifique"
  - SP Barclay 61328 : Du soleil sans amour / Amour tendresse et larmes
  - SP Carrère 6061 132 : La fête au village / Pour une marionnette
- 1971 :
  - SP Carrère 6122 001 : Un mariage d'amour / Dieu aime la musique
  - SP Carrère 6122 004 : Le vésuve et l'etna / Recommencer
  - SP Carrère 6061 141 : Inoubliablement / Brasilia
- 1972 :
  - SP Carrère 49 002 : Un certain standing / Trop bon avec les femmes
  - SP Carrère 49 016 : Professeur en amour / Si tu m'aimes
- 1973 :
  - SP Philips 6009 332 : Des lendemains qui chantent / Si j'avais
  - SP Philips 6009 380 : Moi je préfère la France / Sous le pommier
  - SP Philips 6198 004 : Yiddishe momme / Passionnément au présent
- 1974 :
  - SP JM Phonogram 6061 752 : Les violons du bal / Les violons du bal (version instrumentale)
  - SP Monty Phonogram 6138 800 : Dieu que tu l'aimes / Passionnément au présent
- 1976 :
  - SP Monty Phonogram 6138 802 : Les Supporters : Allez les verts / Allez les verts (version instrumentale)
  - SP Monty Phonogram 6138 803 : Le petit Rocheteau / La fête à St Etienne
- 1977 :
  - SP Monty Phonogram 6138 806 : Les Supporters : Allez les bleus Allez la France / Allez les bleus Allez la France (version instrumentale)
  - SP Monty Philips 6172 602 : "BOF le passé simple" Le passé simple (générique) / Le passé simple (extrait N° 1) / Le passé simple (extrait N° 2)"
- 1981 :
  - SP Monty Phonogram 6010 396 : Les Supporters : Allez les verts 1981 / Victoire pour les Verts
  - SP Philips 6010 411 : Souviens toi 63 / Chanteur pour du beurre
- 1991 :
  - SP EMI 204 3387 : Oh! aime / Oh! aime (instrumental)

### 33 tours
- 1965 :
  - LP Barclay 80268 : La devise des copains / Jamais personne avant toi / Le temps / Ne le fais pas / L'amour s'en va / Oh quel beau jour / Bientôt les vacances / Une fois / Une heure / Il faut s'en aller / Eloigne toi / On a changé ma ville
- 1968 :
  - LP Barclay 920062 : Attends-moi / La vie que j'aime / Quand on revoit sa mère / Pas de problème / Rêves d'enfant / Qui après toi / Le cœur d'une fille / Je n'ai rien à t'offrir / Tu m'aideras / Facile à dire / Pour la vie

- 1971 :
  - LP Carrère 6442 100 : Inoubliablement / Le vésuve et l'etna / Pour une marionnette / Un mariage d'amour / Whiskadilly / Brasilia / Dieu aime la musique / La fête au village / Robe rouge,barbe blanche / Recommencer
- 1976 :
  - LP Monty Phonogram 9286 453 : Allez les verts / Le tapis vert / La fête à St Etienne / Les rockers du match / La fille du stade / Allez les verts instrumental / Et merci à la France / Le petit Rocheteau / Football football / Rond comme des ballons / Un taxi pour Geoffroy Guichard / Et merci à la France
- 1995 :
  - CD Polygram 527 443 2 "Master série" : "Il a des remords / Je me souviens de toi / Même si je suis fou / Un verre de whisky / Si tu crois / Ce n'est pas vrai / Que me reste-t-il ? / Si tu me dis / bientôt les vacances / La devise des copains / On a changé ma ville / Mais là-bas / J'ai traversé l'enfer / Ton jour de chance / Le rythm and blues / Ne le fais pas / Oh ! quel beau jour / une fois"

. 1998
- - CD Arcade 303 592 2 "Best of Monty" : "Un verre de whisky / Même si je suis fou / Ce n'est pas vrai / Brazilia / Attends-moi / Les rêves d'enfant / Que me reste-t-il / La fête au village / Le Vésuve et l'Etna / Bientôt les vacances / Vivre d'amour / L'île de beauté / Pour la vie / Des lendemains qui chantent"